# 1987 год в истории железнодорожного транспорта
1987 год в истории железнодорожного транспорта

## События
- 7 августа произошла катастрофа на станции Каменская.
- Правительствами Франции и Великобритании утверждён проект прокладки тоннеля под Ла-Маншем, идея которого впервые была высказана в начале XIX века. Один из проектов принадлежал Наполеону Бонапарту.[1]
- В Великобритании 4 человека погибло при падении поезда в реку после обрушения железнодорожного моста[2].

## Новый подвижной состав
- Рижский вагоностроительный завод прекратил выпуск электропоездов серии ЭР2Р и перешёл на выпуск ЭР2Т.
- Чехословацкий завод «Шкода» начал серийный выпуск электровозов переменного тока серии ЧС8 для железных дорог СССР.